# Mikroregion Radnicko
Mikroregion Radnicko je svazek obcí v okresu Rokycany, jeho sídlem jsou Radnice a jeho cílem je sdružit se do většího celku, který bude společně řešit své problémy. Patří mezi ně především pracovní příležitosti, dopravní obslužnost, dobudování a zkvalitnění infrastruktury a občanské vybavenosti, šetrné využívání přírodních zdrojů pro ekonomický rozvoj území. Sdružuje celkem 24 obcí a byl založen v roce 1999.

## Obce sdružené v mikroregionu
- Bezděkov
- Břasy
- Březina
- Bujesily
- Čilá
- Hlohovice
- Hradiště
- Chlum
- Chomle
- Kamenec
- Kladruby
- Lhotka u Radnic
- Liblín
- Mlečice
- Němčovice
- Podmokly
- Přívětice
- Radnice
- Sebečice
- Skomelno
- Újezd u Svatého Kříže
- Vejvanov
- Zvíkovec
- Všenice